# مسجد مهرماه سلطان (اسکدار)
مسجد مهرماه سلطان (یا مسجد اسکله؛ ترکی استانبولی: Mihrimah Sultan Camii, İskele Camii) مسجدی عثمانی واقع در مرکز تاریخی شهر استانبول است.
مسجد مهرماه سلطان یکی از معروف‌ترین مساجد منطقه اسکدار است، این مسجد لقب خود یعنی مسجد اسکله را از تعداد زیادی کشتی که در نزدیکی‌اش قرار دارند گرفته‌است. این مسجد اولین مسجد از دو مسجدیست که به دستور مهرماه سلطان، دختر سلطان سلیمان قانونی و همسر وزیر اعظم رستم پاشا ساخته شده‌است. معمار سنان این بنا را در سال‌های ۱۵۴۶ تا ۱۵۴۸ طراحی و ساخته‌است. این ساختار عظیم بر روی یک صُفه قرار دارد و نشانه‌هایی از بلوغ سبک معمار سنان را نشان می‌دهد.: زیر زمین با طاق بلند، مناره‌های باریک، گنبدخانه با یک گنبد بزرگ که با سه گنبد کوچک‌تر نگه داشته شده‌است، سه محراب و یک رواق بزرگ دوتایی.

## نگارخانه
- مسجد مهرماه سلطان
- وضوخانه
- نمای روبرو
- جزئیات مسجد
- دید از داخل به گنبد